# Кузьменко Валерія Іванівна
Валерія Іванівна Кузьменко (18 лютого 1934, Київ, Українська РСР, СРСР — 9 жовтня 2010, Сан-Франциско, Каліфорнія, США) — українська радянська тенісистка. Заслужений майстер спорту СРСР.

## Біографія
Народилася в родині футболіста київського «Динамо» Івана Кузьменка. 1943 року батька розстріляли в Бабиному Яру.
Тенісом почала займатися з дванадцяти років (тренер — Володимир Бальва). Представниця спортивного товариства «Динамо» (Київ). Шестиразова чемпіонка СРСР в одиночному, парному розрядах і міксті. У парних змаганнях, її партнерами-переможцями, були Ганна Дмитрієва і Михайло Мозер. 14 разів була чемпіонкою України. Чемпіонка Спартакіади народів СРСР і дворазова переможниця Всесоюзих зимових змагань. Тричі очолювала списки кращих тенісисток Радянського Союзу (1956, 1958, 1960).
1960 року стала першою представницею СРСР на турнірі «Ролан Гаррос» (Франція). Наступного сезону, разом з Ганною Дмитрієвою, грала у чвертьфіналі Вімбілдонського турніру (поступилися дуету з Південної Африки). Переможниця декількох міжнародних тенісних турнірів.
1958 року закінчила Київський університет. Після одруження з Юрієм Титовим мала подвійне прізвище — Кузьменко-Титова. З 1969 року мешкала в Москві, працювала гідом-перекладачем. У тенісних змаганнях продовжувала брати участь як суддя-інформатор. 1991 року їй присвоєно почесне звання «Заслужений майстер спорту СРСР».
19 грудня 2015 року Федерація тенісу України заснувала «Залу слави національного тенісу». Серед перших лауреатів назвали Валерію Кузьменко-Титову.

## Досягнення
- Чемпіонка СРСР в одиничному розряді (3): 1956, 1958, 1960. Друге місце (3): 1955, 1959, 1961[6].
- Чемпіонка СРСР у парному розряді (1): 1960. Друге місце (2): 1958, 1961[6].
- Чемпіонка СРСР у змішаному розряді (2): 1958, 1960. Друге місце (2): 1963, 1964[6].
- Абсолютна чемпіонка СРСР (1): 1960.
- Чемпіонка Спартакіади народів СРСР (1): 1956. Друге місце у змішаному розряді (1): 1963[7].
- Чемпіонка Всесоюзних зимових змагань в одиничному розряді (2): 1958, 1960[8].
- Чемпіонка Всесоюзних зимових змагань у парному розряді (1): 1964[8].
- Переможниця Зимового міжнародного турніру (1): 1964 (парні змагання)[9]
- Переможниця Турніру найсильніших тенісистів СРСР (2): 1958 (одиночний разряд і мікст)[10].
- Чемпіонка УРСР (14): 1948—1961.
- Переможниця Відкритого чемпіонату Польщі (2): 1959 (одиночний і парний розряди).
- Переможниця Відкритого чемпіонату Латвії в одиночному розряді.
- Переможниця Міжнародного турніру в Бухаресті (2): 1957 (одиночний і парний розряди).
- Переможниця Міжнародного турніру в НДР (1): 1957 (мікст).
- Переможниця Всесоюзних юнацьких змагань в одиничному розряді (2): 1950, 1952[11].
- Переможниця Всесоюзних юнацьких змагань в парному розряді (4): 1948, 1949, 1950, 1951[11].